# Стів Бауер
Стів Бауер (англ. Steve Bauer, 12 червня 1959) — канадський велогонщик.
Срібний призер Олімпійських Ігор 1984 року в груповій шосейній гонці, учасник 1996 року.
Срібний призер Ігор Співдружності 1982 року в груповій шосейній гонці.
Бронзовий призер Чемпіонату світу з велоперегонів на шосе 1984 року в елітній груповій шосейній гонці.